# Ron Woodroof
Ronald „Ron“ Dickson Woodroof (* 3. Februar 1950 in Dallas, Texas; † 15. August 1992 ebenda) war ein US-amerikanischer Unternehmer, der im März 1988 während der AIDS-Epidemie den sogenannten Dallas Buyer’s Club gründete. Nachdem er sich 1985 mit dem HI-Virus infiziert hatte, gründete er die Gruppe im Rahmen seiner Bemühungen, Medikamente zur Behandlung von HIV zu besorgen und zu verteilen, zu jener Zeit, als die Krankheit kaum bekannt war.
Er verklagte die US-amerikanische Food and Drug Administration (FDA) wegen eines Verbots von Peptid T, einem von ihm verwendeten Medikament.

## Biografie
Woodroof wurde am 3. Februar 1950 in Dallas, Texas, als Sohn von Garland Odell Woodroof (1917–1983) und Willie Mae Hughes (1917–1996) geboren.
Seine erste Ehe, aus der eine Tochter hervorging, schloss er mit Mary Etta Pybus am 28. Juni 1969 in Dallas. Die Ehe wurde am 23. März 1972 geschieden. Am 6. Mai 1972 heiratete er erneut in Dallas eine Frau namens Rory S. Flynn. Sie ließen sich am 21. Mai 1973 scheiden. Anschließend heiratete er am 4. Oktober 1982 in Lubbock Brenda Shari Robin. Diese Ehe wurde am 4. März 1986 geschieden, nachdem bei Woodroof HIV diagnostiziert worden war.

## Dallas Buyer’s Club

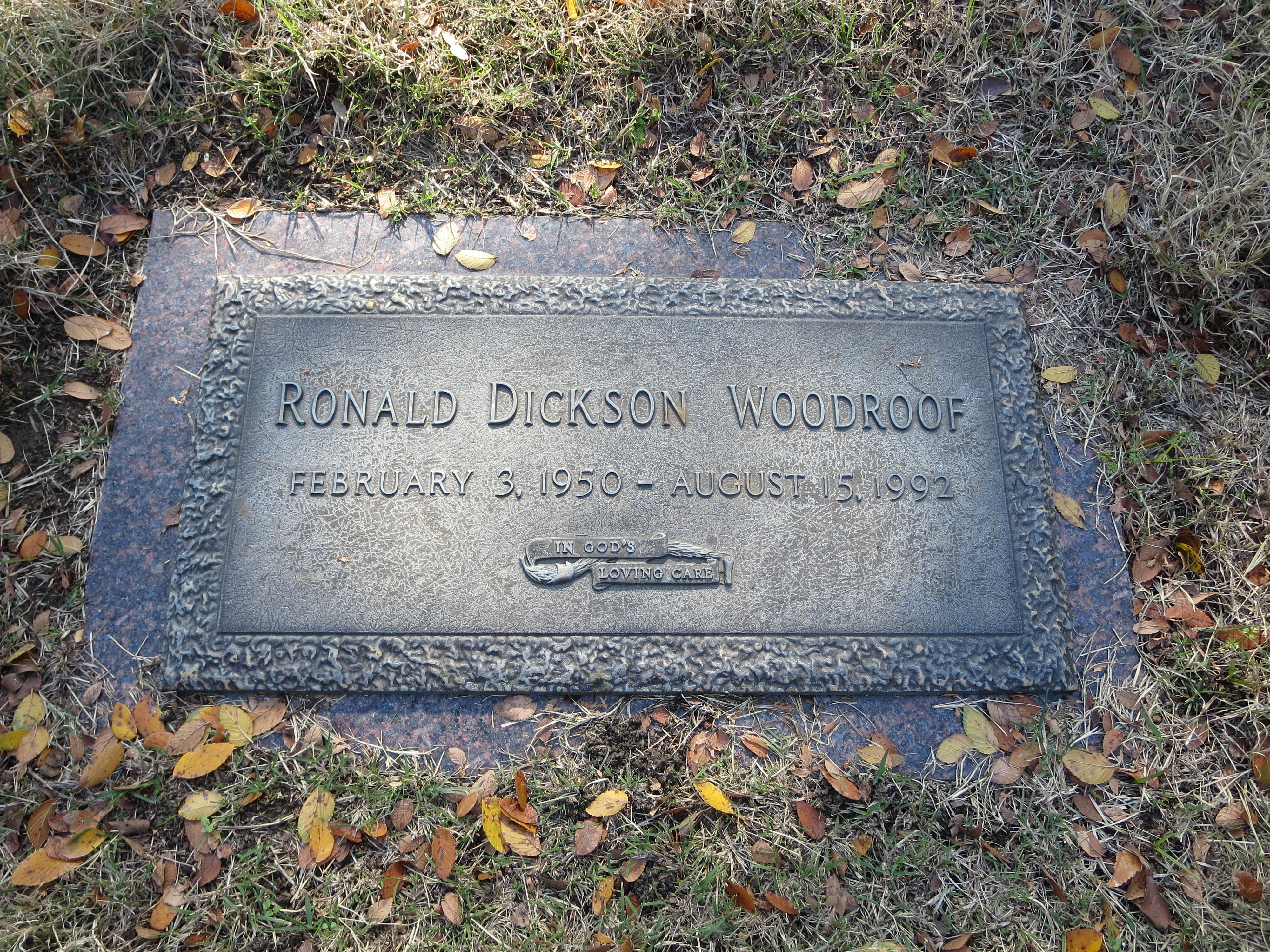

Nachdem Woodroof unter den Nebenwirkungen des damaligen Aids-Medikaments AZT gelitten hatte, suchte er nach anderen Medikamenten, mit denen er sein Leben weiter verlängern konnte. Er fand Nahrungsergänzungsmittel und Medikamente, die nicht von der FDA für die Verwendung in den USA zugelassen waren und die er als hilfreich bei der Linderung seiner Symptome empfand. Er gründete 1988 den sogenannten Dallas Buyer’s Club als Front für die Verteilung dieser Medikamente und anderer Substanzen an AIDS-Patienten.

## Tod
Sieben Jahre nach seiner HIV-Diagnose starb Ron Woodroof 1992 an einer durch Aids verursachten Lungenentzündung. Woodroofs Leben war die Grundlage des Films Dallas Buyers Club aus dem Jahr 2013. Er wurde im Film von Matthew McConaughey verkörpert, der für seine Leistung als Woodroof einen Oscar als bester Schauspieler gewann.